# Eucharia minussignata
Eucharia minussignata är en fjärilsart som beskrevs av Thierry-mieg 1910. Eucharia minussignata ingår i släktet Eucharia och familjen björnspinnare. Inga underarter finns listade i Catalogue of Life.